# Liviu Pop
Liviu Marian Pop (n. 10 mai 1974, Vișeu de Sus) este un politician român, membru în Senatul României. În perioada 29 iunie 2017–29 ianuarie 2018 și perioada 16 mai–29 iulie 2012 a fost ministru al Educației, Cercetării și Tineretului. În perioada decembrie 2014–noiembrie 2015, Liviu Pop a fost învestit ministru delegat pentru Dialog Social în Guvernul Ponta, funcție deținută și în perioada 7 mai–21 decembrie 2012. Înainte de implicarea în viața politică românească, acesta a fost profesor de matematică la diferite instituții de învățământ din județul Maramureș.

## Educație
Liviu Pop a absolvit Facultatea de Matematică și Informatică din cadrul Universității Babeș-Bolyai din Cluj-Napoca în 1996. În perioada 2005–2006, a urmat studii universitare de master în management educațional la Facultatea de Științe Economice din cadrul Universității „Vasile Goldiș” din Arad, în 2007–2009 un curs postuniversitar de informatică la Universitatea de Nord din Baia Mare, iar în 2015 un program postuniversitar în managementul afacerilor interne la Academia de Poliție „Alexandru Ioan Cuza”.

## Carieră politică
În ianuarie 2004, Liviu Pop a devenit președinte al filialei Maramureș a Sindicatului Liber din Învățământ, iar în decembrie 2007 a fost ales secretar general al Federației Sindicatelor Libere din Învățământ. Și-a încheiat activitatea sindicală pentru a intra în politică. Astfel, el a fost numit ministru delegat pentru Dialogul Social în primul guvern Ponta (mai–decembrie 2012). Începând cu 15 mai 2012 și până la 2 iulie 2012, a ocupat funcția de ministru interimar al Educației, Cercetării, Tineretului și Sportului, în plin scandal legat de acuzațiile de plagiat care i s-au adus premierului Victor Ponta. Liviu Pop a desființat prin ordin de ministru Consiliul General al Consiliului Național de Atestare a Titlurilor, Diplomelor și Certificatelor Universitare (CNATDCU), imediat după ce acest for a dat un prim verdict de plagiat în ce-l privește pe Ponta. Pop a susținut atunci că CNATDCU nu avea competența să se pronunțe în acest caz, teza de doctorat a lui Ponta fiind ulterior trimisă la Consiliul Național de Etică. Pe 16 iulie 2012, acest for a dat singurul verdict favorabil lui Ponta, verdict ce a fost infirmat apoi în mod repetat, inclusiv de către instanță.
După alegerile parlamentare din 2012, Pop nu s-a regăsit în Guvernul Victor Ponta (2), dar a obținut un mandat de senator PSD, devenind președintele Comisiei senatoriale de muncă. S-a reîntors în Executiv ca ministru pentru Dialog Social în intervalul decembrie 2014–noiembrie 2015. 
La alegerile parlamentare din 2016, Liviu Pop nu a obținut al doilea mandat de senator, însă a fost numit secretar de stat în Ministerul Educației Naționale. Ulterior, senatorul PSD de Maramureș Sorina Pintea a anunțat că renunță la demnitatea în care tocmai fusese aleasă pentru a rămâne manager al Spitalului Județean de Urgență „Dr. Constantin Opriș” din Baia Mare. Următorul pe lista PSD din județ era Liviu Pop, astfel că acesta a depus jurământul ca senator și a renunțat la funcția de secretar de stat.
Din 1 februarie 2018 este președinte al Comisiei pentru învățământ, știință, tineret și sport din Senat.